# Linje 303
Linje 303 er en bybuslinje i Hillerød, der kører mellem Hillerød Station og Gadevang. Linjen er udformet som en ringlinje med skiftevis kørsel i de to retninger og endestation ved stationen. Linjen er en del af Movias busnet. Linjen er udliciteret til DitoBus, der driver den fra sit garageanlæg på Industrivænget i Hillerød. I 2023 havde den ca. 67.000 passagerer.

## Historie
Den nuværende linje 303 var tidligere linje 703 og endnu tidligere linje 339.
Den tidligere linje 303 er nu linje 313.

## Fakta
- Rute
  - Hillerød St. - Søndre Jernbanevej - Hostrupvej - Nordstensvej - Slangerupgade - Kalvehavevej - Sutterivænget - Stutmestervej - Selskovvej - Gadevangsvej - Gadeledsvej - Fredensborgvej - Holmegårdsvej - Helsingørsgade - Nordre Jernbanevej - Hillerød St.[1]
- Stoppesteder
  - Hillerød St. - Østergade - Frederiksgade - Slotsarkaderne - Frederiksberg Slot - Frederiksværksgade - Lions Park - Selskovvej - Stadion - Frydenborgvej - Teglgården - Kildevej - Rankeskovvej - Gadevangsvej - Gribskovvænget - Hellebakkevej, Gadevang - Fyrrekrogen - Skovlyet - Kildeportvej - Gl. Helsingevej - Stenholts Vang - Slotspavillonen - Slotsvænget - Almevej - Møllevang - Helsingørsgade - Hillerød St.[1]
- Linjevarianter
  - Hillerød St. - Frederiksberg Slot[1]
  - Hillerød St. - Slotspavillonen[1]
- Vigtige knudepunkter
  - Hillerød St.